# Tepecik, Dilovası
Tepecik là một xã thuộc huyện Dilovası, tỉnh Kocaeli, Thổ Nhĩ Kỳ. Dân số thời điểm năm 2010 là 509 người.